# Mount Darwin (Tasmania)
Mount Darwin – góra na Tasmanii, nazwana na cześć Karola Darwina.